# ロマンスの途中/私が言う前に抱きしめなきゃね(MEMORIAL EDIT)/五月雨美女がさ乱れる(MEMORIAL EDIT)
「ロマンスの途中/私が言う前に抱きしめなきゃね(MEMORIAL EDIT)/五月雨美女がさ乱れる(MEMORIAL EDIT)」（ロマンスのとちゅう/わたしがいうまえにだきしめなきゃね（メモリアルエディット）/さみだれびじょがさみだれる（メモリアルエディット））は、2013年9月11日にアップフロントワークス（hachamaレーベル）から発売された、日本の女性アイドルグループ・Juice=Juiceのメジャーデビューシングル。

## 背景
- 同年6月13日、池袋サンシャインシティで行われたインディーズ3rdシングル「天まで登れ!」の発売記念イベントにおいて、同年夏に宮崎・金澤・高木・大塚・宮本・植村の6人でメジャーデビューすること、およびシングルに収録される楽曲が『ロマンスの途中』であることが発表された[6]。しかし、7月5日に大塚愛菜が脱退を発表[7]したため、大塚を除く5人でのメジャーデビューとなった。

## 音楽と歌詞
ロマンスの途中
- 「ブラスサウンドが特徴のダンスナンバー」[8]。

私が言う前に抱きしめなきゃね(MEMORIAL EDIT)
- 同年3月31日にリリースしたインディーズ1stシングル『私が言う前に抱きしめなきゃね』[9]のアレンジを変更し、大塚を除く5人でレコーディングし直した楽曲[8]。

五月雨美女がさ乱れる(MEMORIAL EDIT)
- 同年5月5日にリリースしたインディーズ2ndシングル『五月雨美女がさ乱れる』[10]のアレンジを変更し、大塚を除く5人でレコーディングし直した楽曲[8]。

## リリース
- 初回生産限定盤A・同B・同C・同D・同E・通常盤が発売されており、初回生産限定盤にはDVDが付属している[11]。

## チャート成績
- 初週で3.7万枚を売り上げ、2013年9月23日付オリコン週間シングルランキング初登場2位を獲得[2]。

## シングル収録トラック
| #  | タイトル                                                      | 作詞・作曲 | 編曲                                 | 時間 |
| -- | ------------------------------------------------------------- | ---------- | ------------------------------------ | ---- |
| 1. | 「ロマンスの途中」                                            | つんく     | 鈴木俊介                             | 5:01 |
| 2. | 「私が言う前に抱きしめなきゃね(MEMORIAL EDIT)」               | つんく     | 平田祥一郎                           | 4:15 |
| 3. | 「五月雨美女がさ乱れる(MEMORIAL EDIT)」                       | つんく     | 板垣祐介（ブラスアレンジ：鈴木俊介） | 4:13 |
| 4. | 「ロマンスの途中-Instrumental-」                              |            |                                      | 5:00 |
| 5. | 「私が言う前に抱きしめなきゃね(MEMORIAL EDIT)-Instrumental-」 |            |                                      | 4:15 |
| 6. | 「五月雨美女がさ乱れる(MEMORIAL EDIT)-Instrumental-」         |            |                                      | 4:11 |

初回生産限定盤A付属DVD内容
1. ロマンスの途中 -Music Video-
2. ロマンスの途中 -Dance Shot Ver.-

初回生産限定盤B付属DVD内容
1. 私が言う前に抱きしめなきゃね(MEMORIAL EDIT) -Music Video-
2. 私が言う前に抱きしめなきゃね(MEMORIAL EDIT) -Dance Shot Ver.-

初回生産限定盤C付属DVD内容
1. 五月雨美女がさ乱れる(MEMORIAL EDIT) -Music Video-
2. 五月雨美女がさ乱れる(MEMORIAL EDIT) -Dance Shot Ver.-

初回生産限定盤D付属DVD内容
1. 私が言う前に抱きしめなきゃね(MEMORIAL EDIT) -Close-up Ver.-
2. 私が言う前に抱きしめなきゃね(MEMORIAL EDIT) -Dance Shot Ver.II-

初回生産限定盤E付属DVD内容
1. 五月雨美女がさ乱れる(MEMORIAL EDIT) -Close-up Ver.-
2. 五月雨美女がさ乱れる(MEMORIAL EDIT) -Dance Shot Ver.II-

## タイアップ
- ロマンスの途中 - BS日テレ『ボウリング革命 P★League』エンディングテーマ

## リリース日一覧
| 地域 | リリース日    | レーベル               | 規格               | カタログ番号                  |
| ---- | ------------- | ---------------------- | ------------------ | ----------------------------- |
| 日本 | 2013年9月11日 | UP-FRONT WORKS/hachama | マキシシングル+DVD | HKCN-50310（初回生産限定盤A） |
| 日本 | 2013年9月11日 | UP-FRONT WORKS/hachama | マキシシングル+DVD | HKCN-50312（初回生産限定盤B） |
| 日本 | 2013年9月11日 | UP-FRONT WORKS/hachama | マキシシングル+DVD | HKCN-50314（初回生産限定盤C） |
| 日本 | 2013年9月11日 | UP-FRONT WORKS/hachama | マキシシングル+DVD | HKCN-50316（初回生産限定盤D） |
| 日本 | 2013年9月11日 | UP-FRONT WORKS/hachama | マキシシングル+DVD | HKCN-50318（初回生産限定盤E） |
| 日本 | 2013年9月11日 | UP-FRONT WORKS/hachama | マキシシングル     | HKCN-50320（通常盤）          |

## 参加メンバー
- 宮崎由加、金澤朋子、高木紗友希、宮本佳林、植村あかり

## クレジット
- 鈴木俊介 - プログラミング&ギター(1)、ベースプログラミング(3)
- 笹本安詞 - ベース(1)
- 高木紗友希 - コーラス(1,3)
- つんく♂ - コーラス(1)
- CHINO - コーラス(1,2,3)
- 山尾正人 - コーラス(1)
- 平田祥一郎 - プログラミング(2)
- 板垣祐介 - プログラミング&ギター(3)